# Liste der Abgeordneten des Landtags des Herzogtums Anhalt 1878–1884
Diese Liste enthält die Abgeordneten des Landtags des Herzogtums Anhalt in der Wahlperiode 1878 bis 1884. Die Wahlperiode begann am 14. November 1878 und endete 1884.
| Amt                   | Abgeordneter      |
| --------------------- | ----------------- |
| Präsident             | August Pietscher  |
| Erster Vizepräsident  | Anton von Krosigk |
| Zweiter Vizepräsident | Albert Lezius     |

| Kurie                                         | Wahlkreis     | Abgeordneter                  | Beschreibung |
| --------------------------------------------- | ------------- | ----------------------------- | --- |
| Vom Herzog ernannt                            | 0             | Rudolf Graf zu Reina          | er legte 1883 das Mandat nieder. An seiner Stelle wurde Rittergutsbesitzer Freiherr von Ende auf Jeßnitz und Trinum ernannt. |
| Vom Herzog ernannt                            | 0             | Gustav Fitzau                 | Geheimer Justizrat in Dessau                                                                                                 |
| Meistbesteuerte Grundbesitzer                 | 0             | Louis Hildebrandt             | Oberamtmann in Arensdorf |
| Meistbesteuerte Grundbesitzer                 | 0             | Robert Jänicke                | Oberamtmann in Baasdorf |
| Meistbesteuerte Grundbesitzer                 | 0             | Hermann von Kalitsch          | Herzoglicher Kammerherr auf Dobritz                                                                                          |
| Meistbesteuerte Grundbesitzer                 | 0             | Dr. Julius Kraaz              | Amtsrat in Güsten |
| Meistbesteuerte Grundbesitzer                 | 0             | Anton von Krosigk             | Herzoglicher Kammerherr auf Hohenerxleben                                                                                    |
| Meistbesteuerte Grundbesitzer                 | 0             | Erich von Krosigk             | Herzoglicher Kammerherr auf Rathmannsdorf                                                                                    |
| Meistbesteuerte Grundbesitzer                 | 0             | Alfred von Lattorf            | Herzoglicher Kammerherr auf Klieken                                                                                          |
| Meistbesteuerte Grundbesitzer                 | 0             | Friedrich Wolf von Trotha     | Herzoglicher Kammerherr auf Hecklingen                                                                                       |
| Meistbesteuerte Handels- und Gewerbetreibende | 0             | Dr. Alfred Ferdinand Baldamus | Geheimer Kommerzienrat in Gerlebogk                                                                                          |
| Meistbesteuerte Handels- und Gewerbetreibende | 0             | Gustav Ziegler                | Kommerzienrat in Dessau |
| Städte                                        | 1. Wahlkreis  | Hermann Deutschbein           | Kaufmann in Dessau |
| Städte                                        | 1. Wahlkreis  | Gustav Herbst                 | Kaufmann in Dessau |
| Städte                                        | 1. Wahlkreis  | August Pietscher              | Landgerichtspräsident Dessau                                                                                                 |
| Städte                                        | 2. Wahlkreis  | Isidor Herz                   | Kommerzienrat in Jeßnitz |
| Städte                                        | 3. Wahlkreis  | Albert Lezius                 | Justizrat, Rechtsanwalt und Notar in Köthen                                                                                  |
| Städte                                        | 3. Wahlkreis  | Louis Wittig                  | Kommerzienrat in Köthen |
| Städte                                        | 4. Wahlkreis  | August Hünicke                | Rentner in Zerbst |
| Städte                                        | 4. Wahlkreis  | Albert Henning                | Amtsgerichtsrat in Dessau |
| Städte                                        | 5. Wahlkreis  | Gotthelf Thermann             | Kaufmann in Coswig |
| Städte                                        | 6. Wahlkreis  | Theodor Brumme                | Kommerzienrat in Bernburg |
| Städte                                        | 6. Wahlkreis  | Albert Keßler                 | Fabrikant und Stadtrat in Bernburg                                                                                           |
| Städte                                        | 7. Wahlkreis  | Wilhelm Ursin                 | Pfarrer in Güsten (für den Kultus)                                                                                           |
| Städte                                        | 8. Wahlkreis  | Karl Hartung                  | Probst a. D. und Stadtrat in Ballenstedt                                                                                     |
| Städte                                        | 9. Wahlkreis  | Gustav Walther                | Geheimer Regierungsrat in Dessau (Für Regierung)                                                                             |
| Plattes Land                                  | 1. Wahlkreis  | Friedrich Biersack            | Rentner in Griesen |
| Plattes Land                                  | 2. Wahlkreis  | Wilhelm Fassauer              | Rentner in Rosefeld |
| Plattes Land                                  | 3. Wahlkreis  | Wilhelm Westphal              | Gutsbesitzer in Jabitz |
| Plattes Land                                  | 4. Wahlkreis  | Wilhelm Walter                | Gutsbesitzer in Breesen |
| Plattes Land                                  | 5. Wahlkreis  | Friedrich Klabe               | Ortsschulze in Buro |
| Plattes Land                                  | 6. Wahlkreis  | Friedrich Huth                | Vollspänner in Bias |
| Plattes Land                                  | 7. Wahlkreis  | Otto von Biederfee            | Rittergutsbesitzer in Ilberstedt                                                                                             |
| Plattes Land                                  | 8. Wahlkreis  | Franz Lohmann I.              | Gutsbesitzer in Gerbitz |
| Plattes Land                                  | 9. Wahlkreis  | Wilhelm Wendenburg            | Gutsbesitzer in Rieder |
| Plattes Land                                  | 10. Wahlkreis | Andreas Drascher              | Gutsbesitzer in Radisleben                                                                                                   |